# Nissan X-Trail

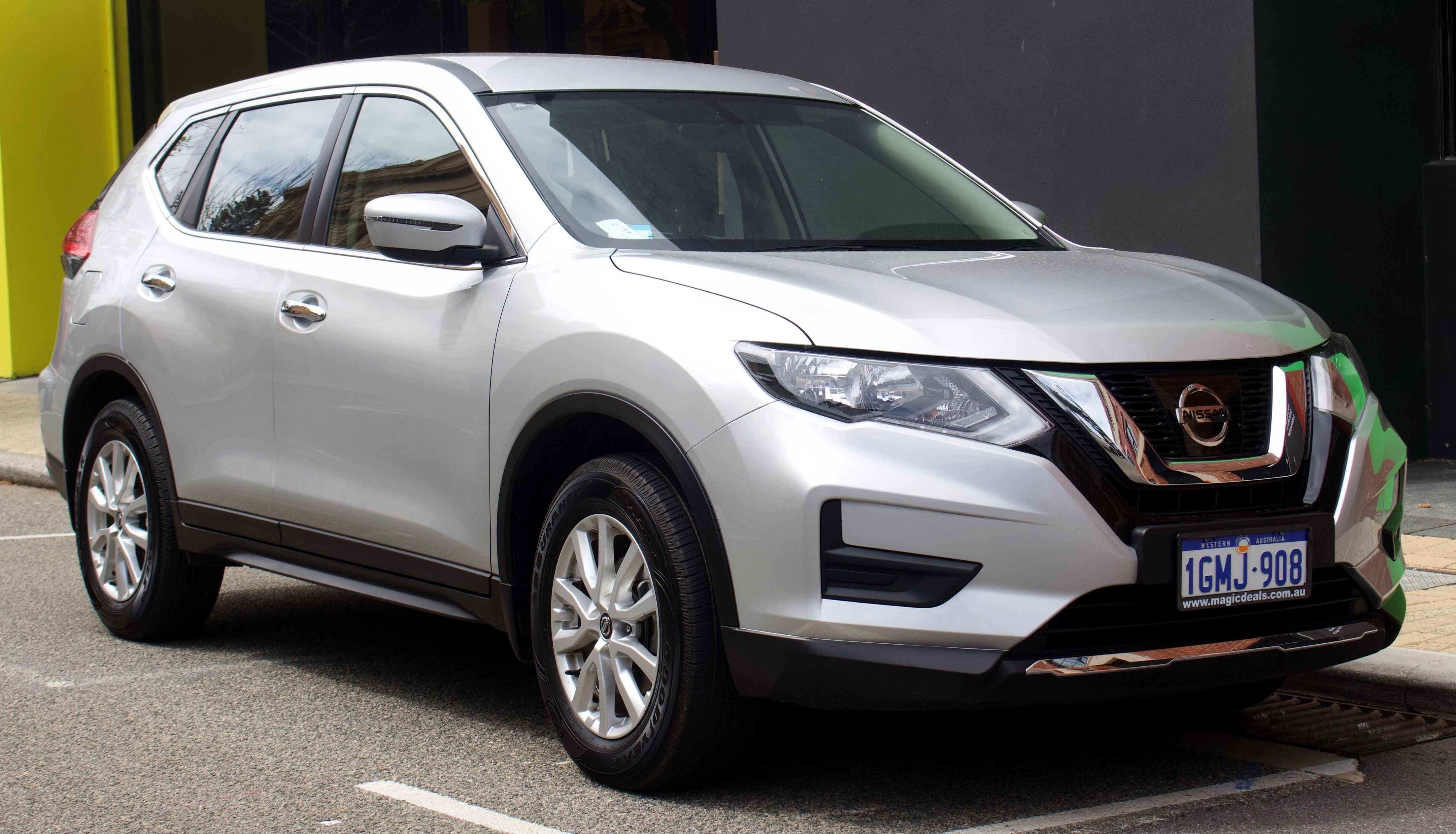
Nissan X-Trail

Nissan X-trail är en fyrhjulsdriven bil som tillverkas av Nissan.